# ヒライ (建設業)
株式会社ヒライは、東京都世田谷区に本社を置く建設業。

## 沿革
- 1887年 - 平井初太郎　日本橋八丁堀に独立。
- 1911年 - 新宿区角筈（現地名・歌舞伎町）に店舗移転。
- 1935年 - 平井初太郎より平井俊に引継ぐ。
- 1944年 - 戦災に遭い、店舗消失。休店。
- 1945年 - 新宿区角筈（現地名・歌舞伎町）に再開店。
- 1954年 - 有限会社平井康晴商店設立。
- 1971年 - 歌舞伎町区域交通制限の為、営業困難となる。中野区へ移転。株式会社ヒライ設立。
- 1973年 - 世田谷区に倉庫移転。一般建設業・硝子工事業許可を受ける。
- 1974年 - 店舗内装硝子工事専門部門を強化。
- 1975年 - 世田谷倉庫に本社移転。合弁する。
- 1980年 - ベルト式硝子加工機を導入。本社事務所を同区桜丘に開設。
- 1982年 - サンドブラスト加工機械を導入。
- 1984年 - エッジングマシンを導入。本格的に硝子加工を開始する。
- 1985年 - 硝子自動洗浄機導入。硝子加工設備が整う。
- 1989年 - 全国的な店舗硝子工事のネットワークを目指し、G.M.Cグループを結成。
- 1991年 - 世田谷区船橋に本社ビルを完成。
- 1993年 - 北海道上川郡東川町に家具工場として有限会社フラット・ シーダを設立。一般建設業・内装仕上工事業許可を受ける。
- 1994年 - 家具工場を東旭川工業団地に移転。
- 2001年 - 家具工場を移転。工場面積を拡張し、併せて機械を追加。量産に対応。

## 事業所
- 工場
  - 旭川工場　北海道旭川市工業団地1条1丁目246-1

## 部門
- 硝子工事部門
- 建材工事部門
- 内装工事部門
- 家具什器部門
- 企画設計部門

## 本社
- 東京都世田谷区船橋1-38-6

## 関連会社
- 有限会社フラット・シーダ